# Bigpoint
Bigpoint is een Duitse games-ontwikkelaar. Het bedrijf ontwikkelt browserspellen, zowel singleplayer als sociale netwerkspellen. Bigpoint had ook een eigen portaalwebsite voor games, met onder meer een aantal Massively multiplayer online games, in 2012 goed voor meer dan 300 miljoen geregistreerde gebruikers.
Bekende Bigpoint-games zijn onder meer Battlestar Galactica Online, Farmerama, Drakensang Online, DarkOrbit en Seafight. Het bedrijf werkt sinds 2012 aan een Game of Thrones MMO.

## Geschiedenis
Bigpoint werd in 2002 in Hamburg opgericht door Heiko Hubertz. De eerste game was Icefighter, een ijshockey-managementsimulatie. Het bedrijf breidde snel uit: Bigpoint telde in 2006 al één miljoen geregistreerde gebruikers, en tegen 2007 waren er 22 verschillende browserspellen.
In juni 2008 namen General Electric en NBC Universal, samen met private equitygroup GMT Communications Partners 70% van de aandelen van Bigpoint over; Hubertz behield de overige 30%.
In 2009 haalde Bigpoint meer dan 100 miljoen gebruikers, en een omzet van meer dan 50 miljoen euro.
Op 26 april 2011 werden TA Associates en Summit Partners hoofdaandeelhouders in Bigpoint, met een investering van 350 miljoen dollar; Comcast Interactive Capital’s Peacock Equity Fund verkocht zijn aandelen, en GMT Communications Partners en GE hielden slechts een klein minderheidsaandeel over.
In mei 2011 had Bigpoint 800 werknemers wereldwijd, met een hoofdkwartier in Hamburg en vestigingen in Berlijn, San Francisco, Malta en Sao Paulo.

## Lijst van alle Bigpoint spellen

### Huidige online-aanbod
- DarkOrbit
- Seafight
- Farmerama
- Drakensang Online
- Pirate Storm
- Battlestar Galactica Online
- Skyrama
- Deepolis
- Game of Thrones MMO

### Voormalige online-aanbod
- RamaCity (opgeheven)
- PonyRama (opgeheven)
- AquaRama (opgeheven)
- Fantasyrama (opgeheven)
- Universal Monsters Online (opgeheven)
- Merc Elite (opgeheven)
- Shards of War (opgeheven)
- Dancing With The Stars Online (opgeheven)
- Rising Cities (opgeheven)
- ZooMumba (opgeheven)

### Door Bigpoint uitgegeven spellen
- Supremacy 1914 (Bytro Labs)
- Damoria (BitMeUp UG)
- Urban Rivals (Boostr)
- Power Soccer (Power Challenge Holdings Ltd., opgeheven)
- Gameglobe (Hapti.co, opgeheven)
- BeBees (IDGV GmbH)
- SpaceInvasion (BitMeUp UG)

### Overige
- Icefighter
- Fussballmanager
- Gangs of Crime (formerly known as Mafia 1930)
- Gladiatoren
- Managergames Hockey
- Managergames Soccer
- Land of Destruction
- Chaoscars
- SpeedCars
- SpeedSpace
- The Pimps
- ActionLeague
- K.O. Champs
- Gladius II
- War of Titans
- Parsec
- XBlaster
- Hellblades
- Kultan - The World Beyond
- The Mummy Online